# Biciklistička utrka Kroz Hrvatsku Vukovar – Dubrovnik
Biciklistička utrka Kroz Hrvatsku Vukovar – Dubrovnik (Tour de Croatie) je hrvatski nacionalni biciklistički tour (etapna utrka kroz Hrvatsku) u biciklizmu koje se održavalo od 1994. do 2001. te nakon prijekida i 2007. godine.
Prvi organizator je bio Hrvatski biciklistički savez (HBS). Krajem devedesetih HBS je organizaciju zbog velikih financijskih problema (blokade računa) formalno prepuštao drugim udrugama. Utrka 2007. godine održana je pod organizacijom BK Puris Kamen iz Pazina.

## Povijest
Prvi se je put održala 1994. godine. Utrka je pokrenuta za predsjednika Hrvatskog biciklističkog saveza Vladimira Juriše. Značajni financijski pokrovitelji kroz povijesti bila su ministarstva RH (mora, turizma, prometa i veza, obrane).
Utrka je jedno vrijeme imala probleme zbog političkih pritisaka, da je dovedena u pitanje. Prema riječima predsjednika Hrvatskoga biciklističkog saveza Nikole Smolića, imao je probleme s UN-ovim upraviteljem Jacquesom Kleinom koji nije htio pustiti sudionike niti iz Nuštra, a kamo li iz Vukovara.
Izdanje 2002. godine predviđeno za travanj je otkazano iz financijskih razloga, a trebalo se naknadno održati u rujnu iste godine.
Nakon tri godine prijekida, 2004. godine je najavljeno održavanje utrke. Organizator je četiri dana pred predviđeni početak otkazao održavanje utrke.
Nakon šest godina prijekida utrka je održana 2007. godine s prologom u Vinkovcima, startom prve poluetape u Iloku, te ciljem zadnje etape u Pazinu. Puni naziv utrke, za razliku od prethodnih, bio je Utrka kroz Hrvatsku – od Konzuma do Konzuma.
Etape:
- Prolog Vinkovci
- 1a. Etapa: Ilok – Otok
- 1b. Etapa: Otok – Županja
- 2. Etapa: Varaždin – Varaždin
- 3. Etapa: Varaždin – Zagreb
- 4. Etapa: Jastrebarsko – Rijeka
- 5. Etapa: Rijeka – Pazin

Organizatori hrvatskog nacionalnog toura s engleskim nazivom Tour of Croatia 2015-2018 ne pozivaju se na kontinuitet prethodnih utrka nacionalnog biciklističkog toura, odnosno isti negiraju, te su izdanje svoje utrke iz 2015. godine označili kao prvo.

## Popis pobjednika
██ najveći broj etapnih pobjeda u utrci
| Rang               | Rang    | Izdanje | Duljina [km]        | Broj biciklista | Ukupni poredak  | Ukupni poredak       | Ukupni poredak |                       | Ekipni poredak       | Ekipni poredak |                     | Pobjednici etapa   | Pobjednici etapa    | Pobjednici etapa    | Pobjednici etapa | Pobjednici etapa    | Pobjednici etapa   | Pobjednici etapa | Pobjednici etapa | Pobjednici etapa | Pobjednici etapa |
| Rang               | Rang    | Izdanje | Duljina [km]        | Broj biciklista | Pobjednik       | EP                   | MP [min]       | Broj ekipa (PRO) (WT) | Pobjednici           | Prolog         | 1. (1.a/1.b)        | 2.                 | 3.                  | 4.                  | 5.               | 6. (6.a/6.b)        | 7. (7.a/7.b)       | 8.               | 9.               |                  |                  |
| UCI 2.2            | ET      | 2007.   | 746,3               |                 | Radoslav Rogina | 0                    | + 0' 20"       | 12 () ()              | Perutnina Ptuj       | Jure Zrimšek   | Marcin Sapa         | Zvonimir Pokupec   | Mitja Mahorić       | Aleksejs Saramotins | Marcin Sapa      |                     |                    |                  |                  |                  |                  |
| UCI 2.2            | ET      | 2007.   | 746,3               | Piotr Zaradny   | Radoslav Rogina | 0                    | + 0' 20"       | 12 () ()              | Perutnina Ptuj       | Jure Zrimšek   |                     | Zvonimir Pokupec   | Mitja Mahorić       | Aleksejs Saramotins | Marcin Sapa      |                     |                    |                  |                  |                  |                  |
| UCI 2.5            | UCI 2.5 | 2001.   | 764,7               |                 | Simone Mori     | 0                    | + 0' 16"       | () ()                 | Nepoznata kratica »« | X              | Tomislav Elkasović  | Anatolij Varvaruk  | Roberto Gaggioli    | Matej Stare         | Sean Nealy       |                     |                    |                  |                  |                  |                  |
| UCI 2.5            | UCI 2.5 | 2000.   | 1013                |                 | Martin Derganc  | 1                    | + 1' 53"       | () ()                 | Nepoznata kratica »« | X              | Uroš Murn           | Martin Derganc     | Boris Premužić      | Boris Premužić      | Marjan Kelner    | Uroš Murn           |                    |                  |                  |                  |                  |
| UCI 2.5            | UCI 2.5 | 2000.   | 1013                | Angelo Boscolo  | Martin Derganc  | 1                    | + 1' 53"       | () ()                 | Nepoznata kratica »« | X              | Uroš Murn           | Martin Derganc     | Boris Premužić      | Boris Premužić      | Marjan Kelner    |                     |                    |                  |                  |                  |                  |
|                    |         | 1999.   | 1368                |                 | Gregor Tekavec  | 0                    | ——             | () ()                 | Nepoznata kratica »« | X              | Matej Marin         | Robi Kocuvan       | Tadej Križnar       | Radoslav Rogina     | Massimo Demarin  | Gregor Zajc         | Tomislav Elkasović | Hrvoje Bošnjak   | Jens Lehmann     |                  |                  |
| Tomislav Elkasović |         | 1999.   | 1368                |                 | Gregor Tekavec  | 0                    | ——             | () ()                 | Nepoznata kratica »« | X              | Matej Marin         | Robi Kocuvan       | Tadej Križnar       | Radoslav Rogina     | Massimo Demarin  | Gregor Zajc         |                    | Hrvoje Bošnjak   | Jens Lehmann     |                  |                  |
| 1998.              | 1173,3  |         | Vladimir Miholjević | 2               | () ()           | Nepoznata kratica »« | ——             | Matija Kotnik         | Fabio Masotti        | Robert Bartko  | Vladimir Miholjević | Christian Lademann | Vladimir Miholjević | Roberto Lochowski   | Marjan Kelner    | Jens Lehmann        |                    |                  |                  |                  |                  |
| 1997.              | 1346    |         | Andrey Mizourov     |                 | () ()           | Nepoznata kratica »« | ——             | Robert Pintarić       | Enrico Degano        | Iztok Melanšek |                     |                    |                     |                     |                  |                     |                    |                  |                  |                  |                  |
| 1996.              |         |         | Sandi Papež         |                 | () ()           | Nepoznata kratica »« | ——             |                       |                      |                |                     |                    |                     |                     |                  |                     |                    |                  |                  |                  |                  |
| 1995.              |         |         | Iztok Melanšek      | 1               | () ()           | Nepoznata kratica »« | ——             | X                     | Boštjan Mervar       | Iztok Melanšek | Rajko Petek         | Bogdan Fink        | Andris Naudužas     | Dmitri Parimovich   | Sergei Sinioukov | Vladimir Miholjević |                    |                  |                  |                  |                  |
| 1994.              |         |         | Veaceslav Oriel     |                 | () ()           | Nepoznata kratica »« | ——             |                       |                      |                |                     |                    |                     |                     |                  |                     |                    |                  |                  |                  |                  |

Statistika
Najviše etapnih pobjeda u utrci, ali bez ukupne pobjede: 2 Marcin Sapa ('07.), Uroš Murn ('00.), Boris Premužić ('00.), Tomislav Elkasović ('99.)
Države
| Države    | Pobjede |
| --------- | ------- |
| Hrvatska  | 2       |
| Italija   | 1       |
| Kazahstan | 1       |
| Moldavija | 1       |
| Slovenija | 4       |

## Unutarnje poveznice
- Hrvatski biciklistički savez
- Biciklistički ultramaraton Vukovar – Dubrovnik